# 出久根育
出久根 育（でくね いく、1968年- ）は、挿絵画家、銅版画家。

## 人物
東京都に生まれる。武蔵野美術大学造形学部油絵学科版画専攻卒業。プラハ在住。出久根の挿絵は細部まで緻密に描かれており、登場人物や動物が背後の暗がりから抜き出てくるような質感で描かれている。

## 略歴
- 1998年‐ボローニャ国際絵本原画展で入選（グリム童話をテーマとする作品）。以後グリム童話の挿絵や装幀を手がける
- 1999年‐ドイツのカッセル、シュタイナウの両グリム兄弟博物館ギャラリーにおいて、グリム童話をテーマとする作品を展示・出品
- 2003年‐第19回ブラチスラヴァ国際絵本原画展でグランプリ受賞『あめふらし』（グリム童話・パロル舎）
- 2004年‐イタリア・ボローニャ国際絵本原画展に出品
- 2005年‐第20回ブラチスラヴァ国際絵本原画展に特別出展
- 2006年‐『マーシャと白い鳥』で第11回日本絵本賞大賞受賞
- 2007年‐学研から絵本デビュー作の『おふろ』を復刊
- 2011年‐『もりのおとぶくろ』で第58回産経児童出版文化賞ニッポン放送賞受賞
- 2023年‐『川まつりの夜』で第70回産経児童出版文化賞美術賞受賞

## 主な作品
- 『おふとんのくにのこびとたち』（おちのりこ・でくねいく）（偕成社）
- 『マーシャと白い鳥』（ブラートフ・出久根育）（偕成社）
- 『ワニ』（梨木香歩・出久根育）（理論社）
- 『ペンキや』（梨木香歩・出久根育）（理論社）
- 『はるさんがきた』 （越智典子・出久根育 鈴木出版）
- 『あめふらし』（グリム兄弟・出久根育）（パロル舎）
- 『おふろ』 （学習研究社）2007年3月復刊
- 『もりのおとぶくろ』（作:わたりむつこ、絵:でくねいく）
- 『グリム童話』シリーズ　など多数。